# Maurice Wilks
Maurice Fernand Cary Wilks (Hayling Island, 19 agosto 1904 – Newborough, 8 settembre 1963) è stato un ingegnere, progettista e manager britannico, dal gennaio 1962 fino alla sua morte nel 1963 presidente della Rover Company. È stato il fondatore del marchio Land Rover e responsabile dello sviluppo del primo veicolo fuoristrada Land Rover.

## Biografia

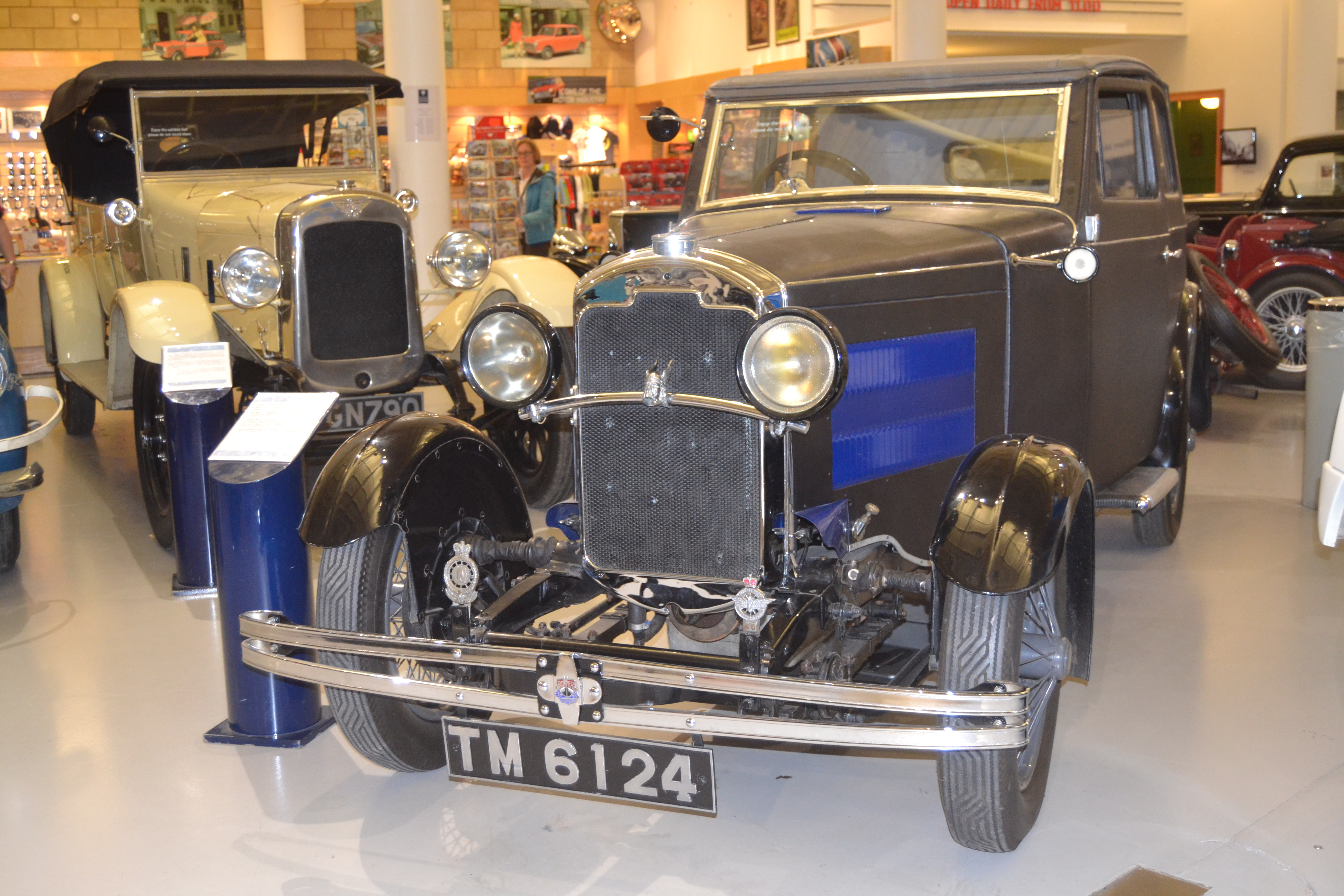
Rover Light Six

Maurice Wilks lavorò dal 1922 al 1926 per la Hillman Motor Car Company a Coventry. Nel 1926 andò a lavorare per la General Motors negli Stati Uniti ma dopo due anni negli USA, tornò in Inghilterra alla Hillman.

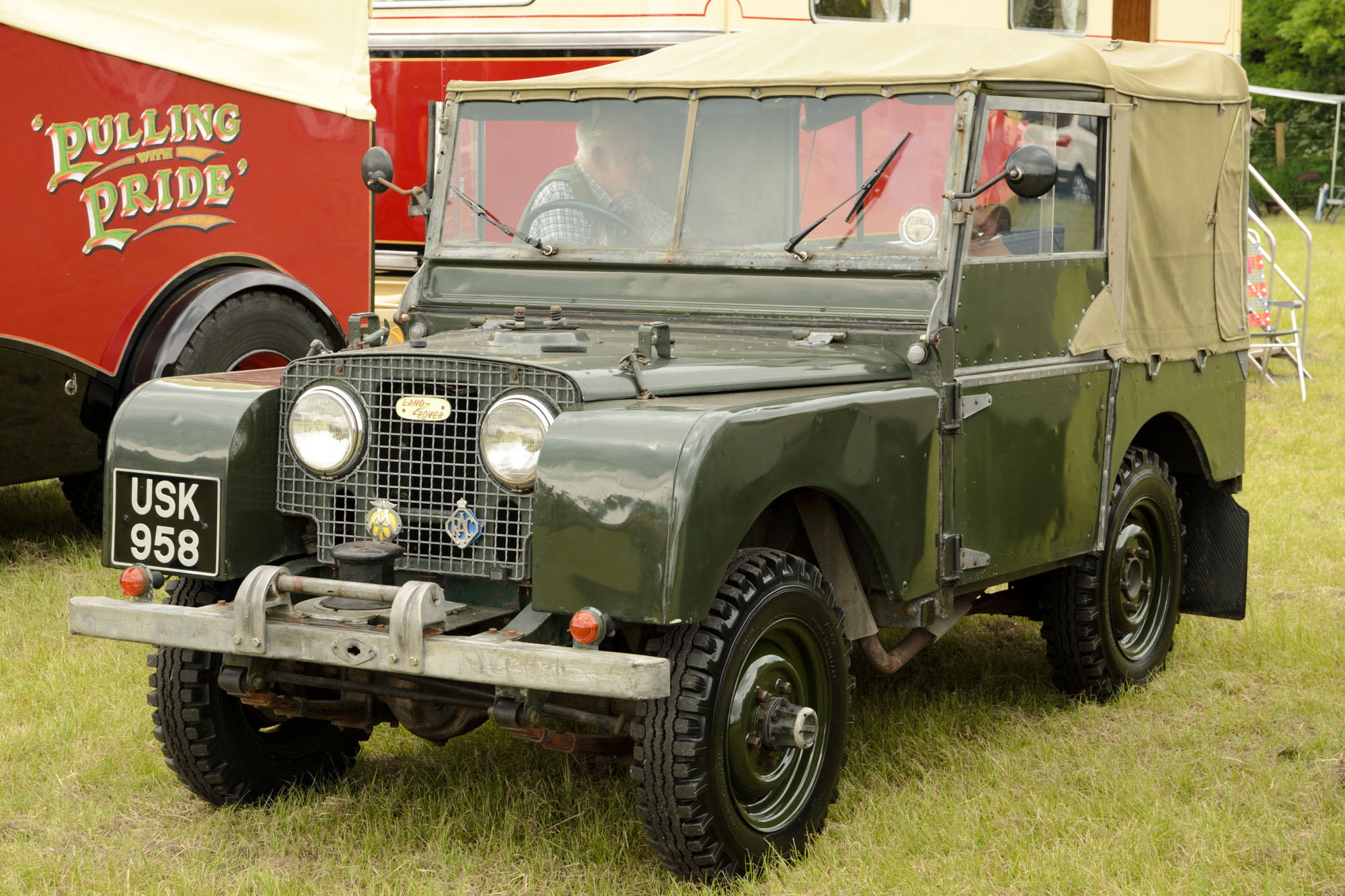
Land Rover Series 1 (1951)

Wilks rimase alla Hillman come progettista fino al 1930, quando si trasferì alla Rover Company come capo ingegnere al seguito di suo fratello maggiore, Spencer Wilks.
Nel 1930 Spencer e Maurice Wilks, nominati da Spencer nel consiglio di amministrazione, presero la decisione di realizzare solo autovetture di alta gamma.
Durante la seconda guerra mondiale, Wilks guidò il team Rover nello sviluppo dei motori aeronautici a turbina a gas di Frank Whittle. Incontrando difficoltà con il team di Whittle, la Rover passò il progetto alla Rolls-Royce nel 1943. Dopo la guerra, Wilks continuò a lavorare con i motori a turbina a gas, portando la Rover a presentare la prima auto alimentata a turbina a gas nel 1949 realizzata su un telaio di una Rover P4 la Rover JET 1.
Poco dopo la guerra, mentre si trovava nella sua fattoria ad Anglesey, Wilks, che usava una Jeep Willys in eccedenza dell'esercito per i lavori agricoli, fu ispirati a sviluppare e produrre un veicolo a quattro ruote motrici e per questo venne coniato il nome Land Rover.

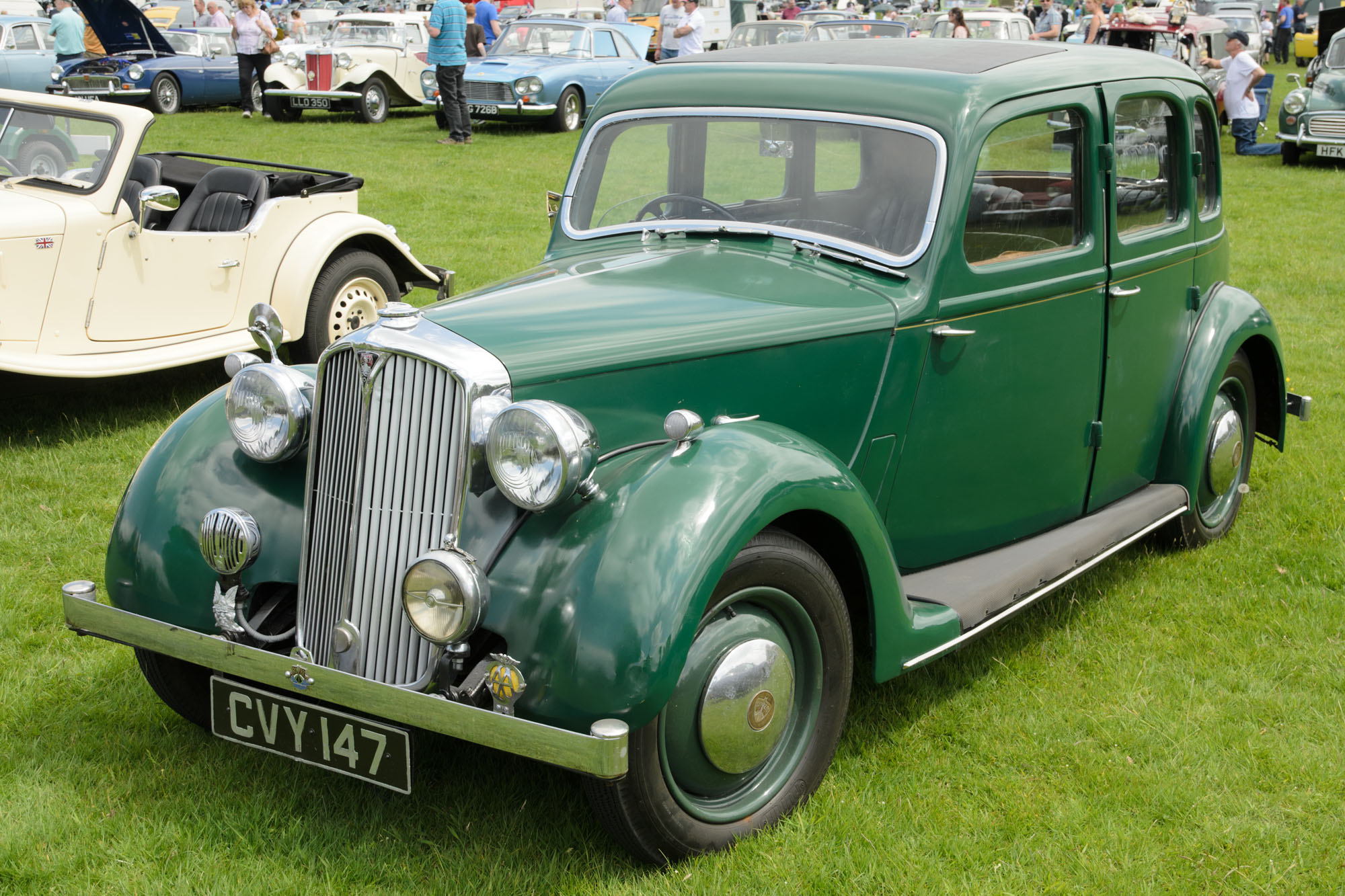
Rover 10 P2

Nell'estate del 1947 la Rover aveva costruito un prototipo di veicolo Land Rover basato su un telaio Jeep. Nel settembre 1947 la società Rover autorizzò la produzione di 50 modelli di pre-produzione. La Land Rover fu presentata al Salone di Amsterdam del 1948. Wilks rimase ingegnere capo fino alla nomina a direttore tecnico nel 1946. Fu nominato amministratore delegato insieme con il fratello Spencer Wilks nell'agosto 1956 e successe al fratello come amministratore delegato nel novembre 1960. Nel gennaio 1962 venne nominato presidente della Rover Company in sostituzione al fratello maggiore Spencer Wilks.
Wilks morì nella sua fattoria vicino a Newborough, Anglesey l'8 settembre 1963.

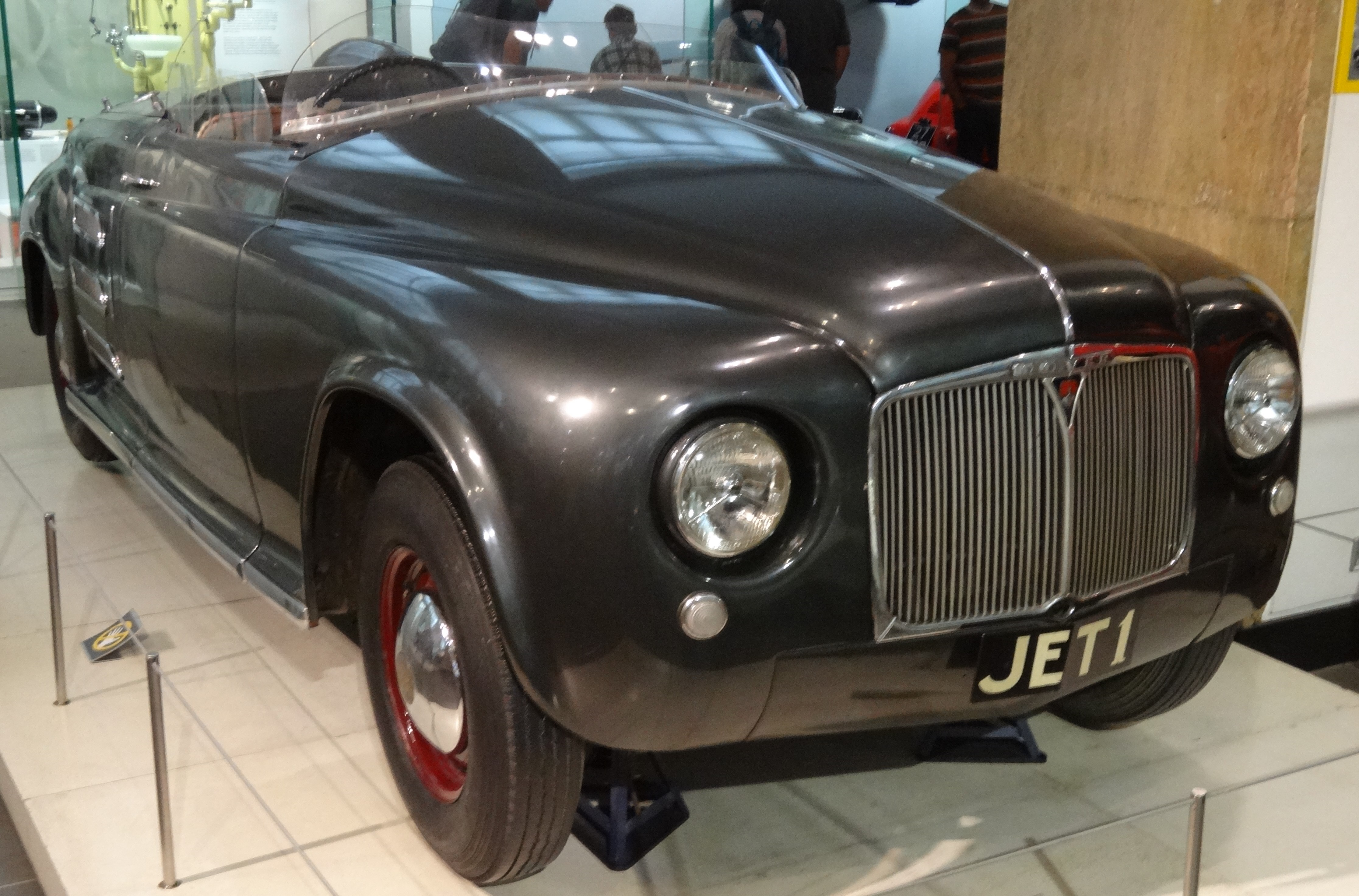
Rover JET 1

## Vetture progettate
- Rover Light Six
- Rover 10 P2
- Rover JET 1
- Land Rover Series I